# Burg Ramsdorf
Die Burg Ramsdorf ist ein denkmalgeschütztes Gebäude am Marktplatz in Ramsdorf, einem Ortsteil von Velen im Kreis Borken (Nordrhein-Westfalen).

## Geschichte
Die Burg Ramsdorf wurde 1425 im Auftrag des Bischofs Heinrich II. von Münster an der südlichen Ecke des 1319 im Rahmen der Bredevoorter Fehde befestigten Ortes Ramsdorf errichtet. In der Münsterschen Stiftsfehde wurde die Burg 1451 zerstört und anschließend wieder aufgebaut. Seit dem Anfang des 16. Jahrhunderts war die Burg durchgehend verpachtet oder verpfändet. 1696 war die Anlage schon stark verfallen und wurde an den Rentmeister Adam Jungeblodt verkauft. Ab 1878 wurde auf dem Burggelände eine Textilfabrik errichtet. 1928 wurde die Burg von der Gemeinde erworben und nach Abbruch der Fabrikgebäude ab 1930 zu einer Stätte für Jugend- und Heimatpflege umgebaut. Auf der Südostseite des Burggeländes entstand nach dem Zweiten Weltkrieg ein Verwaltungsgebäude, das 2003 durch einen Sparkassenneubau ersetzt wurde.

## Beschreibung
Während Baumaßnahmen in den Jahren 1979 und 2003 dokumentierte archäologische Befunde ließen in Verbindung mit älteren Beobachtungen die Grundstruktur der spätmittelalterlichen Burg erkennbar werden. Kern der Anlage war ein von einer starken Ringmauer und einer Gräfte eingefasstes, rechteckiges Areal von ca. 42 × 28 m Grundfläche. Der erhaltene Burgturm steht an der Westecke dieses Rechtecks und war mit dem Hauptgebäude verbunden. Weitere Gebäude sind an der Nordwest- und Südostseite der Innenfläche nachgewiesen. Im Sockelbereich des bestehenden Burggebäudes dürfte ebenfalls noch ältere Bausubstanz existieren. Die Gebäude waren teilweise unterkellert, über einem spätestens in der Frühneuzeit verfüllten tonnengewölbten Keller wurde ein qualitätvoller Fliesenboden gefunden. Es wird angenommen, dass vor dem Neubau 1732 das Hauptgebäude einen Treppenturm an der nordöstlichen Längswand besaß.
Das heute bestehende rechteckige Backsteingebäude mit Werksteingliederungen wurde 1732 für die Gebrüder Anton Heinrich und Alexander Jungeblodt gebaut. Reste der Anlage des 15. Jahrhunderts und der mächtige runde Turm wurden einbezogen.
In den Räumen der Burg zeigt das Museum Burg Ramsdorf seine umfangreichen Exponate zur regionalen Geschichte.